# Рассеяние Мотта
Рассеяние Мотта — рассеяние, обусловленное взаимодействием спина заряженной частицы с её орбитальным моментом, возникающим при движении в электрическом поле рассеивающего центра. Носит имя Невилла Мотта, разработавшего релятивистскую теорию рассеяния электронов. Характерной особенностью рассеяния Мотта является его асимметрия относительно плоскости, содержащей спин и импульс электрона. Такая асимметрия используется для измерения поляризации электронов.
Дифференциальное сечение упругого рассеяния частицы со спином 1/2 и зарядом {\displaystyle e} на неподвижном кулоновском центре (атомном ядре) с зарядом {\displaystyle Ze} выражается формулой Мотта:
{\displaystyle \left({\frac {d\sigma }{d\Omega }}\right)_{Mott}=4(Ze^{2})^{2}{\frac {E^{2}}{(qc)^{4}}}\left(1-\beta ^{2}\sin ^{2}{\frac {\theta }{2}}\right)},
где {\displaystyle \sigma } — сечение рассеяния, {\displaystyle \Omega } — телесный угол, {\displaystyle Z} — зарядовое число атомного ядра, {\displaystyle e} — элементарный электрический заряд, {\displaystyle E=\gamma mc^{2}} — энергия частицы, {\displaystyle q=2\gamma mv\sin(\theta /2)} — переданный импульс (тут {\displaystyle \gamma =1/{\sqrt {1-\beta ^{2}}}} — лоренц-фактор частицы, {\displaystyle m} — масса частицы, {\displaystyle v} — скорость частицы, {\displaystyle c} — скорость света), {\displaystyle \beta =v/c}, {\displaystyle \theta } — угол рассеяния.
Для нерелятивистских частиц {\displaystyle v\ll c} и формула Мотта переходит в формулу Резерфорда:
{\displaystyle \left({\frac {d\sigma }{d\Omega }}\right)_{Rutherford}=\left({\frac {Ze^{2}}{2mv^{2}}}\right)^{2}{\frac {1}{\sin ^{4}(\theta /2)}}}.